# Діана Хой Нгуєн
Діана Хой Нгуєн (англ. Diana Khoi Nguyen; нар. 1985) — американська поетеса та мультимедійна художниця. Її перша книга «Привид» була фіналісткою Національної книжкової премії з поезії 2018 року.

## Біографія
Нгуєн народилася і виросла в Лос-Анджелесі, здобула ступінь магістра закордонних справ у Колумбійському університеті. Зараз вона живе в Піттсбурзі, де є доцентом кафедри творчого письма в Пітсбурзькому університеті.
Вона перемогла в поетичному конкурсі 92Y's Discovery / Boston Review 2017 та у відкритому книжковому конкурсі Omnidawn. Також отримала університетську премію Академії американських поетів, нагороди та стипендії від літературних семінарів у Кі-Весті, Bread Loaf, Центру образотворчого мистецтва Провінстауна, Спільноти письменників у Скво-Веллі та Університету Бакнелла. Вона стипендіат Kundiman, яка присвячена письменникам та читачам американської та азійської літератури.

## Книга«Привид»
Книга «Привид» була фіналістом The National Book Award in Poetry у 2018 році. У передмові Терранс Хейс назвав її збіркою «вигнання та елегій».
Нгуєн каже, що ця історія була написана для всіх, хто постраждав від війни у В'єтнамі, включаючи її сім'ю та брата Олівера, який покінчив життя самогубством у 2014 році. В цій книзі авторка прагне зрозуміти його смерть, сімейну, транснаціональну та міжгенераційну травму — усі мовчання й таємниці. Це радикальний панегірик Оліверу та Оліверу, тому що я хотіла б, щоб я все ще могла поговорити зі своїм братом", — сказала Нгуєн у Literary Hub у 2018 році. Письменниця каже, що їй подобається писати інтенсивно по 15 днів протягом року, і що ця книга була написана лише за 30 днів у 2016 році.

Publishers' Weekly так висловилися про цю книгу: «Хоча й руйнівне, але вражаюче лірико-візуальне відтворення Нгуєн деталізує виживання, попри приголомшливу трагедію».
У рецензії Kenyon Review зазначено: «Здається, що книга Нгуєн наповнена не стільки „експериментальною“ поезією, скільки поезією, сформованою стражданням; вірші мають точну форму, яку вони повинні мати, щоб вмістити та намагатися витримати вагу трагедії… Одним із найпереконливіших аспектів цієї елегії є розподіл мелодрами, яка так часто супроводжує сильний біль. Книга Нгуєн — це лише оповідання про переживання горя, а не про обставини, які до нього призвели. Це читається як картографія, де доповідач малює територію, яка постійно змінюється. Ці вірші — це не стільки спроби зцілення, скільки спроби бути абсолютно чесними щодо досвіду спроби зцілитися, але безуспішно, вважаючи, що людина зцілена лише для того, щоб рана знову почала сочитися»
Booklist повідомили у рецензії: «Нав'язливі, пронизливі та надзвичайно скромні вірші Нгуєн, що змінюють форму, протистоять смерті, переміщенню та порожнечі всередині та навколо нас».